# Ван Леувен, Патрик
Па́трик ван Леу́вен (нидерл. Patrick van Leeuwen; род. 8 августа 1969, Ассен, Дренте) — нидерландский футболист, выступавший на позиции полузащитника.

## Биография

### Карьера игрока
Начал свою игровую карьеру в клубе «Спарта» (Роттердам), сыграв 16 матчей в высшем дивизионе.
В 1994 году ван Леувен подписал контракт с клубом «Хелмонд Спорт» из низших лиг, где в 27 лет и завершил карьеру.

### Тренерская карьера
После завершения игровой карьеры был назначен тренером координатором молодых кадров «Фейеноорда», одного из самых успешных клубов Нидерландов.
В 2006 году ван Леувен был назначен помощником Хенка ван Стее, который возглавил академию «Шахтёр» (Донецк) в Украине. После ухода ван Стее в 2008 году ван Леувен стал её руководителем.
В марте 2013 года Патрик решил покинуть донецкий клуб и стал директором казахстанского клуба «Кайрат». За его время команда финишировала на втором месте в чемпионате, прошла квалификацию в групповой этап Лиги Европы и дважды выигрывала Кубок Казахстана. В конце 2015 года ван Леувен покинул казахский клуб.
24 июня 2016 года ван Левен присоединился к «Маккаби» (Тель-Авив), заняв должность исполняющего директора Департамента молодёжи. После ухода тренера команды Владимира Ивича в конце сезона 2019/20 ван Леувен исполнял обязанности главного тренера старшей команды нового тренера. За это время он выиграл вместе с командой титул обладателя Суперкубка Израиля, победив «Хапоэль» (Беэр-Шева) с общим результатом 4:0. В декабре 2020 года ван Леувен вернулся на тренерский пост после увольнения Йоргоса Дониса. В сезоне 2020/21 под его руководством команда заняла второе место в Премьер-лиге и выиграла Кубок Израиля. В октябре 2021 года покинул клуб. 28 июня 2022 года футбольный клуб «Заря» объявил о подписание контракта с тренером на три года.

## Достижения
«Маккаби» (Тель-Авив)
- Обладатель Кубка Израиля: 2020/21
- Обладатель Суперкубка Израиля: 2020